# Station Beez
Station Beez is een voormalige spoorweghalte langs spoorlijn 125 (Namen - Luik) in Beez, een deelgemeente van de stad Namen. Met de introductie van het IC/IR-plan van 1984 werd het station gesloten voor het reizigersverkeer. Van het station resteren nog een wachthuisje en de trappen vanaf het viaduct in de Rue du Mont.

## Aantal instappende reizigers
De grafiek en tabel geven het gemiddeld aantal instappende reizigers weer op een week-, zater- en zondag.
| Tabel: aantal instappende reizigers station Beez | Tabel: aantal instappende reizigers station Beez | Tabel: aantal instappende reizigers station Beez | Tabel: aantal instappende reizigers station Beez |
|                                                  | Weekdag                                          | Zaterdag                                         | Zondag                                           |
| ------------------------------------------------ | ------------------------------------------------ | ------------------------------------------------ | ------------------------------------------------ |
| 1977                                             | 56                                               | 12                                               | 3                                                |
| 1978                                             | 61                                               | 13                                               | 5                                                |
| 1979                                             | 38                                               | 23                                               | 7                                                |
| 1980                                             | 43                                               | 20                                               | 5                                                |
| 1981                                             | 46                                               | 32                                               | 9                                                |
| 1982                                             | 52                                               | 20                                               | 4                                                |
| 1983                                             | 45                                               | 19                                               | 4                                                |

Beez ·
Dave-Nord ·
Dave-Saint-Martin ·
Faubourg-Saint-Nicolas ·
Flawinne ·
Jambes ·
Jambes-Est ·
Marche-les-Dames ·
Namen ·
Naninne ·
Ronet ·
Velaine
0,0: Luik-Guillemins ·
1,1: Val-Benoît ·
2,9: Sclessin ·
5,1: Tilleur ·
6,4: Pont-de-Seraing ·
7,3: Jemeppe-sur-Meuse ·
9,3: Flémalle-Grande ·
10,0: Leman ·
11,2: Flémalle-Haute ·
12,3: Chokier ·
14,0: Aigremont ·
15,3: Engis ·
17,3: La Mallieue ·
18,8: Hermalle-sous-Huy ·
21,2: Haute-Flône ·
22,5: Amay ·
24,9: Ampsin ·
27,9: Corphalie ·
29,4: Hoei ·
30,4: Statte ·
32,7: Bas-Oha ·
35,7: Java ·
40,3: Andenne ·
41,7: Château-de-Seilles ·
46,5: Sclaigneaux ·
48,8: Namêche ·
51,5: Marche-les-Dames ·
54,7: Beez ·
57,1: Faubourg-Saint-Nicolas ·
59,5: Namen